# Challenge Cup 2011-12 (mænd)
Challenge Cup 2011–12 for mænd var den 12. udgave af Challenge Cup arrangeret af European Handball Federation. Turneringen havde deltagelse af 35 klubber og blev spillet i perioden 30. september 2011 – maj 2012.

## Resultater

### 2. runde
Anden runde havde deltagelse af fire hold, som spillede om én ledig plads i tredje runde. De fire hold spillede en enkeltturnering, og vinderen gik videre til 3. runde. Kampene i gruppe A blev spillet i KMS University Sports Hall i Msida, Malta.
| Dato  | Kamp                                          | Res.  |
| ----- | --------------------------------------------- | ----- |
| 30.9. | Dublin International HC – Aloysians ProMinent | 19–21 |
| 30.9. | Great Dane HC – Ruislip Eagles HC             | 30–29 |
| 1.10. | Ruislip Eagles HC – Dublin International HC   | 30–27 |
| 1.10. | Aloysians ProMinent – Great Dane HC           | 24–29 |
| 2.10. | Aloysians ProMinent – Ruislip Eagles HC       | 22–27 |
| 2.10. | Dublin International HC – Great Dane HC       | 26–31 |

| Hold                    | Kampe | Mål   | Point |
| ----------------------- | ----- | ----- | ----- |
| Great Dane HC           | 3     | 90-79 | 6     |
| Ruislip Eagles HC       | 3     | 86-79 | 4     |
| Aloysians ProMinent     | 3     | 67-75 | 2     |
| Dublin International HC | 3     | 72-82 | 0     |

### 3. runde
Tredje runde havde deltagelse af 32 hold, der spillede om 16 pladser i ottendedelsfinalerne. De deltagende hold var:
- Ét hold fra 2. runde.
- 31 seedede hold, der først trådte ind i turneringen i 3. runde.

| Dato    | Dato    | Hjemmehold i 1. kamp        | Hjemmehold i 2. kamp       | Resultat | Resultat | Resultat |
| 1. kamp | 2. kamp | Hjemmehold i 1. kamp        | Hjemmehold i 2. kamp       | Samlet   | 1. kamp  | 2. kamp  |
| ------- | ------- | --------------------------- | -------------------------- | -------- | -------- | -------- |
| 26.11.  | 3.12.   | BB Ankara Spor              | Maccabi Tyrec Tel Aviv     | 48–50    | 25-18    | 23-32    |
| 26.11.  | 3.12.   | Aguas Santas                | HC Kriens                  | 43–46    | 29-22    | 14-24    |
| 26.11.  | 27.11.  | CSU Suceava                 | Bnei Hertzeliya            | 70–48    | 38-26    | 32-22    |
| 3.12.   | 4.12.   | Gomel HC                    | HC Portovik                | 54–69    | 26-34    | 28-35    |
| 2.12.   | 3.12.   | Tinex Prolet Skopje         | Wacker Thun                | 39–52    | 19-27    | 20-25    |
| 27.11.  | 4.12.   | RK Maribor Branik           | Radnicki Kragujevac        | 50–49    | 26-22    | 23-27    |
| 3.12.   | 4.12.   | AC Doukas                   | Great Dane HC              | 66-35    | 30-20    | 36-15    |
| 26.11.  | 3.12.   | KS Azoty-Pulawy             | RK Bjelovar                | 42–43    | 20-19    | 22-24    |
| 26.11.  | 3.12.   | HC Zubri                    | MRK Goradze                | 66–57    | 40-26    | 26-31    |
| 26.11.  | 3.12.   | HV Quintus                  | Kolubara                   | 51-54    | 23-28    | 28-26    |
| 26.11.  | 4.12.   | Alytaus Almeida-Stronglasas | RK Siscia                  | 37–62    | 17-33    | 20-29    |
| 26.11.  | 27.11.  | RK Gradacac                 | HC Masheka                 | 66–57    | 32-21    | 34-36    |
| 26.11.  | 3.12.   | Trabsonsport Hentbol        | Sporting Clube de Portugal | 47–72    | 29-31    | 18-41    |
| 3.12.   | 4.12.   | SPR Stal Mielec             | AC Diomidis Argous         | 54–57    | 28-27    | 26-30    |
| 26.11.  | 3.12.   | KH Prishtina                | SSV Bozen                  | 47–77    | 27-34    | 20-43    |
| 26.11.  | 3.12.   | HC Caras-Severin            | HK Spartak Varna           | 73–47    | 42-23    | 31-24    |

### Ottendedelsfinaler
Ottendelsfinalerne havde deltagelse af de 16 vinderhold fra 3. runde, som spillede om otte pladser i kvartfinalerne.
| Dato    | Dato    | Hjemmehold i 1. kamp   | Hjemmehold i 2. kamp       | Resultat | Resultat | Resultat |
| 1. kamp | 2. kamp | Hjemmehold i 1. kamp   | Hjemmehold i 2. kamp       | Samlet   | 1. kamp  | 2. kamp  |
| ------- | ------- | ---------------------- | -------------------------- | -------- | -------- | -------- |
| 18.2.   | 19.2.   | HC Caras-Severin       | SSV Bozen                  | 44–49    | 19-27    | 25-22    |
| 10.2.   | 11.2.   | Wacker Thun            | Kolubara                   | 68–62    | 32-32    | 36-30    |
| 11.2.   | 18.2.   | Maccabi Tyrec Tel Aviv | AC Doukas                  | 48–46    | 27-26    | 21-20    |
| 11.2.   | 18.2.   | CSU Suceava            | RK Bjelovar                | 55–47    | 27-16    | 28-31    |
| 11.2.   | 18.2.   | AC Diomidis Argous     | HC Portovik                | 53–53    | 27-24    | 26-29    |
| 11.2.   | 18.2.   | HC Zubri               | Sporting Clube de Portugal | 48–48    | 26-23    | 22-25    |
| 11.2.   | 18.2.   | RK Siscia              | HC Kriens                  | 47–64    | 28-30    | 19-34    |
| 11.2.   | 18.2.   | RK Maribor Branik      | RK Gradacac                | 56–53    | 30-22    | 26-31    |

### Kvartfinaler
Kvartfinalerne havde deltagelse af de otte vinderhold fra ottendedelsfinalerne, som spillede om fire pladser i semifinalerne.
| Dato    | Dato    | Hjemmehold i 1. kamp | Hjemmehold i 2. kamp       | Resultat | Resultat | Resultat |
| 1. kamp | 2. kamp | Hjemmehold i 1. kamp | Hjemmehold i 2. kamp       | Samlet   | 1. kamp  | 2. kamp  |
| ------- | ------- | -------------------- | -------------------------- | -------- | -------- | -------- |
| 17.3.   | 24.3.   | Wacker Thun          | SSV Bozen                  | 64–57    | 33-32    | 31-25    |
| 18.3.   | 25.3.   | HC Kriens            | AC Diomidis Argous         | 49–53    | 28-28    | 21-25    |
| 17.3.   | 24.3.   | CSU Suceava          | Sporting Clube de Portugal | 48–63    | 24-33    | 24-30    |
| 24.3.   | 25.3.   | RK Maribor Branik    | Maccabi Tyrec Tel Aviv     | 58–59    | 29-28    | 29-31    |

### Semifinaler
Semifinalerne havde deltagelse af de fire vinderhold fra kvartfinalerne, som spillede om de to pladser i finalen.
| Dato    | Dato    | Hjemmehold i 1. kamp       | Hjemmehold i 2. kamp | Resultat | Resultat | Resultat |
| 1. kamp | 2. kamp | Hjemmehold i 1. kamp       | Hjemmehold i 2. kamp | Samlet   | 1. kamp  | 2. kamp  |
| ------- | ------- | -------------------------- | -------------------- | -------- | -------- | -------- |
| 21.4.   | 29.4.   | Maccabi Tyrec Tel Aviv     | AC Diomidis Argous   | 47–50    | 26-29    | 21-21    |
| 21.4.   | 28.4.   | Sporting Clube de Portugal | Wacker Thun          | 57–57    | 31-29    | 26-28    |

### Finale
| Dato    | Dato    | Hjemmehold i 1. kamp | Hjemmehold i 2. kamp | Resultat | Resultat | Resultat |
| 1. kamp | 2. kamp | Hjemmehold i 1. kamp | Hjemmehold i 2. kamp | Samlet   | 1. kamp  | 2. kamp  |
| ------- | ------- | -------------------- | -------------------- | -------- | -------- | -------- |
| 20.5    | 28.5    | AC Diomidis Argous   | Wacker Thun          | 46–45    | 26-23    | 20-22    |